# Raoul VI de Gaucourt
 (avril 2014).
Raoul VI de Gaucourt, née vers 1371 et mort le 10 juin 1462, est un chevalier français, héros de la guerre de Cent Ans, seigneur de Gaucourt, d'Hargicourt et de Maisons-sur-Seine et compagnon d'armes de Jeanne d'Arc.
Fils de Raoul V, bailli de Rouen mort lors d'une sédition en 1417, il épouse Jeanne de Preuilly.

## Famille
Raoul VI Gaucourt est issu d'une famille noble originaire de Picardie et du Berry. La famille des seigneurs de Gaucourt est issue ou apparentée aux Comtes de Clermont-en-Beauvaisis et alliés aux Comtes de Bar. Son père est seigneur de Gaucourt, Hargicourt et Luzarches, Chambellan de Charles VI, Sénéchal de Beaucaire, Bailli de Rouen. 
Son père voyage beaucoup et se retrouve en Allemagne, en Aragon ou encore à Gênes et en Sicile, il reçoit de l'argent de la part de Charles VI pour ses actions diplomatiques notamment en Aragon et auprès du duc de Bourbon. Son père est assassiné dans son lit 24 juillet 1417 à Rouen.

Sa mère est Marguerite de Beaumont-du-Gâtinais, dame de Luzarches, Méru et Jouy-Le-Comte. Elle est la fille de Jean, chevalier, seigneur de Luzarches, Méru et Jouy-Le-Comte, et de Marie de Précy.

Blason de la famille Gaucourt.

## Biographie

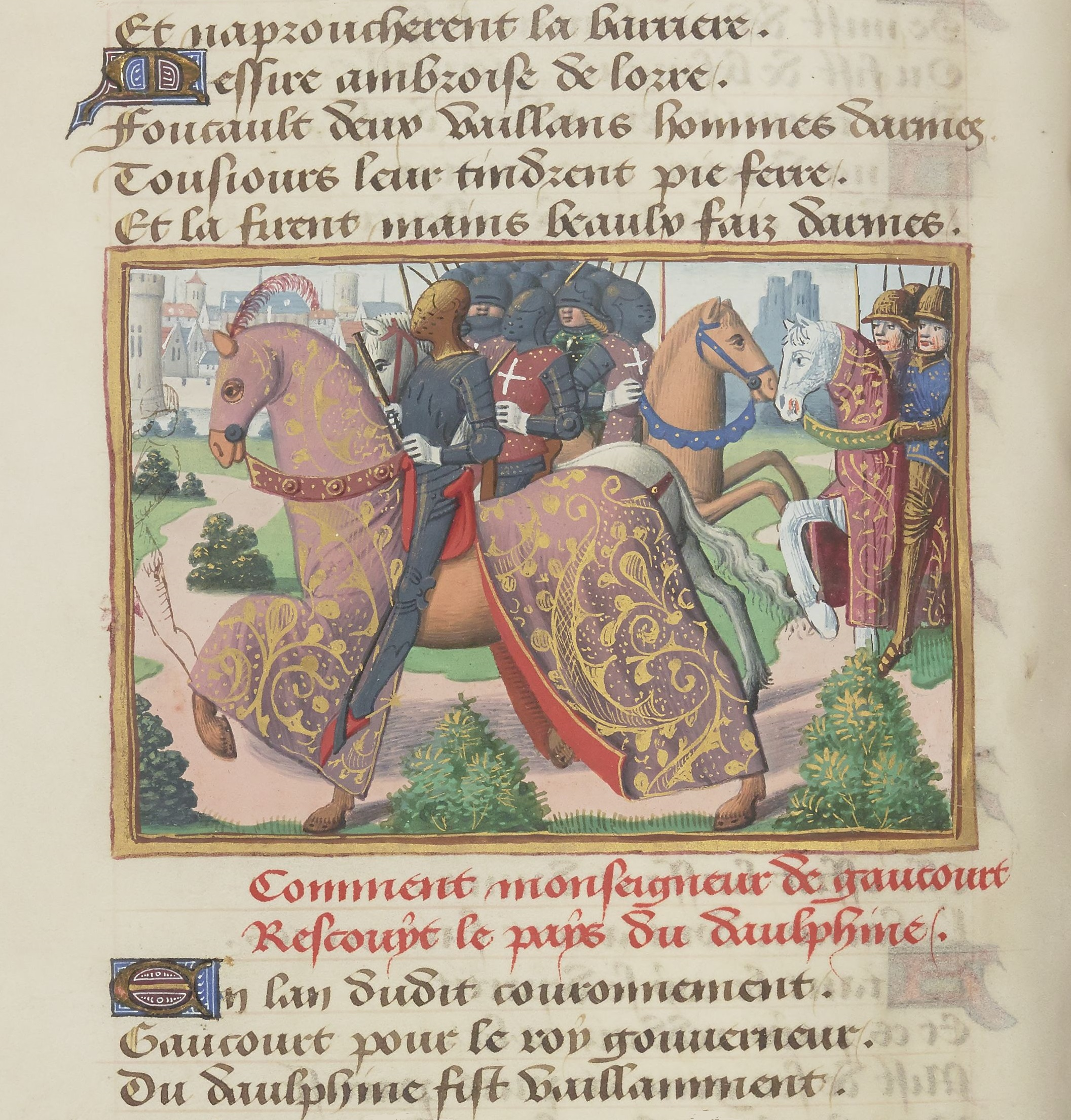
Campagne militaire de Raoul de Gaucourt en Dauphiné. Enluminure du manuscrit de Martial d'Auvergne, Les Vigiles de Charles VII, BnF, département des manuscrits, ms. Français 5054,, vers 1484.

Il entre à l'âge de 13 ans au service du roi de France Charles VI qui le fait son valet tranchant. Il le suit dans son voyage d'Allemagne en octobre 1388, dans la compagnie du duc de Bourbon. Il se rend en Hongrie avec le Comte de Nevers, et est fait chevalier dès 1396 à Nicopolis. De retour en France, il s'attache au parti des Orléanais et du Dauphin. Il est chambellan du duc d'Orléans en 1411. Il surprend, le 14 octobre 1411, le pont de Saint-Cloud sur les Bourguignons ; fait prisonnier, à la journée du Puiset en Beauce, Jacques de Bourbon, comte de la Marche ; dégage le sire de Barbazan des mains des ennemis ; fait lever au comte de Saint-Pol, les sièges de Dreux et de Tonnerre, en 1414, après avoir battu les troupes du duc de Bourgogne.
Bailli de Rouen en 1415, il défend Harfleur pendant huit mois avant la bataille d'Azincourt puis est fait prisonnier par les Anglais en dépit des termes de la capitulation. Il est libéré après 10 ans de captivité et participe à la rescousse de Montargis en septembre 1427. Au temps du siège d'Orléans (1428-1429), il est conseiller, premier chambellan de Charles VII et bailli ou gouverneur d'Orléans par provision du duc d'Orléans, alors prisonnier en Angleterre. Il met en défense la ville, faisant raser ses faubourgs. Son épouse Jeanne de Preuilly assiste, à Chinon, au premier examen de virginité de Jeanne d'Arc. En 1429, il participe à la levée du siège d'Orléans et à la bataille de Patay aux côtés de la Pucelle. Il contribue à la prise de Chartres et accompagne le roi de France à son sacre de Reims le 17 juillet. Le 17 octobre, Charles VII l'établit capitaine de la ville et du château de Chinon.
Depuis le 1er novembre 1428, il est nommé 18e gouverneur du Dauphiné,. Le 20 mai 1430, il réunit les états du Dauphiné à La Côte-Saint-André, pour faire voter un subside et poursuivre la guerre contre Louis de Chalon qu'il bat le 11 juin lors de l'Embuscade d'Anthon . L'année suivante il est employé au secours de Lagny assiégée par les Anglais ; en 1433, à celui du Mont-Saint-Vincent ; il retourne en Dauphiné assembler des troupes ; intervient en Poitou, Anjou, Touraine et Blaisois, puis passe la Loire pour aller au Maine, contre les Anglais. Il est conseiller du roi en 1433, qui l'envoie en mission auprès de l'empereur Sigismond, le 21 février 1434.
Il participe à la prise de Paris par le connétable de Richemont en 1436, puis au siège de Montereau d'aout à octobre 1437. En 1438, année de la Pragmatique Sanction de Bourges, il part en ambassade, à Rome, auprès du pape Eugène IV, pour traiter de la paix entre René d'Anjou et son compétiteur pour le royaume de Sicile Alphonse V.
Il reste fidèle au roi pendant les troubles de la Praguerie en 1440. De nouveau fait prisonnier par les Anglais près d'Harfleur à la fin de 1441, il n'est remis en liberté qu'après avoir donné ses enfants en otage. Il suit le Dauphin Louis au secours de Dieppe, reprise le 15 août 1443. En 1448 il se rend de Bourges à Milan, puis à son retour il est envoyé à Rouen auprès du roi d'Angleterre pour obtenir réparation des trêves violées. En vain. Il est présent lors de l'entrée solennelle du roi Charles VII dans Rouen libérée le 10 novembre 1449 et est nommé capitaine de Rouen et de Gisors.
En février 1451, il est en mission diplomatique avec l'archevêque de Reims, auprès du duc de Bourgogne au sujet notamment du traité d'Arras. Après la mort du seigneur de Chabannes, en 1453, il obtient la charge de grand maître de France.
Il meurt dans la gêne le 10 juin 1462, au commencement du règne de Louis XI, destitué à quatre-vingt-dix ans de l'office de grand maître de l'hôtel qui lui avait été donné.

## Descendance
De son épouse Jeanne de Preuilly, morte en 1455, fille puînée de Gilles, baron de Preuilly, et de Marguerite de Naillac, il a :
- Charles de Gaucourt, seigneur de Châteaubrun, mort en 1482 ;
- Jean, chanoine de Noyon, puis évêque et duc de Laon, pair de France, mort en 1468 ;
- Raoul, seigneur de Luzarches ;
- Marie, épouse de Charles de Tournon le 5 juin 1456 puis de René de Cossa, seigneur de Marignane, fils de Jean Cossa. Elle meurt avant le 28 novembre 1489.